# Holendry (Kraków)
Holendry – niewielki niezabudowany fragment Krakowa, wchodzący w skład Dzielnicy XVIII Nowa Huta, znajdujący się pomiędzy Wisłą a ulicą Łubinową. Został przyłączony do Krakowa w 1951 r.

## Położenie
Holendry leżą pomiędzy Chałupkami, Piekiełkiem a Kujawami.
Historycznie Holendry znajdowały się po prawej stronie Wisły, a po skróceniu przekopem koryta Wisły, znalazły się po jej lewej stronie. Śladem dawnego meandra Wisły są podmokłe łąki i niewielkie oczka wodne.